# Pieter-Steph du Toit
Pour les articles homonymes, voir du Toit.

a Compétitions nationales et continentales officielles uniquement.

b Matchs officiels uniquement.
Dernière mise à jour le 30 septembre 2024.
Pieter-Steph du Toit, né le 20 août 1992 au Cap (Afrique du Sud), est un joueur international sud-africain de rugby à XV jouant aux postes de troisième ligne aile ou de deuxième ligne. Il évolue avec le club japonais des Toyota Verblitz en League One depuis 2022.
Il remporte la Coupe du monde en 2019. Quatre ans plus tard, il devient double champion du monde après la victoire de son équipe lors de l'édition 2023, il est notamment élu meilleur joueur de la finale cette année-là.
Sur le plan individuel, il détient deux titres de meilleur joueur du monde (2019 et 2024) par la World Rugby, étant le troisième sud-africain à obtenir cette distinction après Schalk Burger en 2004 et Bryan Habana en 2007.  
Son grand-père est l'ancien international sud-africain Piet du Toit. 

## Carrière

### En club
Pieter-Steph du Toit a commencé sa carrière professionnelle en 2012 avec la province des Natal Sharks en Vodacom Cup, puis l'année suivante, il fait également ses débuts en Currie Cup avec cette même équipe.
En 2012, il fait ses débuts en Super Rugby avec les Sharks. Il devient rapidement un cadre de son équipe et ses bonnes performances lui ouvrent les portes de la sélection nationale dès l'année suivante,.
En 2016, il rejoint la franchise des Stormers et la Western Province.
En 2022, après six saisons aux Stormers, il s'engage avec le club japonais des Toyota Verblitz, évoluant en League One.
Il est élu dans l'équipe type de la saison 2023 du championnat japonais.

### En équipe nationale
Pieter-Steph du Toit joue avec l'équipe d'Afrique du Sud des moins de 20 ans dans le cadre du championnat du monde junior 2012. Il est alors sacré champion du monde après la victoire de son équipe en finale contre la Nouvelle-Zélande.
Il obtient sa première cape internationale avec l'équipe d'Afrique du Sud le 9 novembre 2013 à l’occasion d’un test-match contre l'équipe du pays de Galles à Cardiff,.
Il fait partie du groupe sud-africain choisi par Heyneke Meyer pour participer à la Coupe du monde 2015 en Angleterre. Il dispute quatre matchs de cette compétition, contre le Japon, l'Écosse, les États-Unis et le pays de Galles.
En 2019, il est retenu par sélectionneur Rassie Erasmus dans le groupe de 31 joueurs pour disputer la Coupe du monde au Japon. Il joue cinq matchs lors de la compétition, devenant un maillon essentiel des Springboks, et remporte le mondial après une finale gagnée face à l'Angleterre,.
Peu après le mondial 2019 remporté par son équipe, il est élu meilleur joueur de l'année 2019 par World Rugby.
En juin 2023 il est sélectionné par Jacques Nienaber dans un groupe de quarante joueurs pour préparer le Rugby Championship,. Durant cette compétition, il joue trois matchs. Puis, début août, il est convoqué pour participer à la Coupe du monde 2023.  Durant le Mondial, il dispute cinq rencontres, tous en tant que titulaire. Son pays se qualifie en finale où il affronte la Nouvelle-Zélande. Pieter-Steph du Toit est titularisé en troisième ligne aux côtés de Siya Kolisi et Duane Vermeulen. Il réalise un excellent match réussissant notamment un total impressionnant de 28 plaquages lui valant la distinction d'Homme du match, et son équipe s'impose sur le score de 11 à 12. Les Springboks sont donc champions du monde pour la quatrième fois de leur histoire, devant l'équipe la plus titrée de la compétition désormais,,. Pieter-Steph du Toit remporte quant à lui cette compétition pour la seconde fois consécutive.

## Statistiques
Au 14 août 2022, Pieter-Steph du Toit compte 76 capes en équipe d'Afrique du Sud, depuis le 9 novembre 2013 contre l'équipe du Pays de Galles à Cardiff. Il a inscrit huit essais (40 points).
Il participe à six éditions du Rugby Championship, en 2015, 2016, 2017, 2018, 2019, 2022 et 2023. Il dispute vingt-neuf rencontres dans cette compétition.

## Palmarès

### En club
- Natal Sharks
  - Vainqueur de la Currie Cup en 2013.
- Sharks
  - Finaliste du Super Rugby en 2012.

### En équipe nationale
- Afrique du Sud
  - Vainqueur du Championnat du monde junior en 2012
  - Vainqueur du Rugby Championship en 2019 et 2024
  - Vainqueur de la Coupe du monde en 2019 et 2023

### Distinctions personnelles
- Membre de l'équipe type du Super Rugby en 2017
- Prix du meilleur joueur World Rugby en 2019 et 2024
- Membre de l'équipe type du Championnat du Japon en 2023